# 505號州際公路
505號州際公路（英語：Interstate 505，簡稱I-505）是美國州際公路系統中5号州际公路在加利福尼亞州沙加緬度附近的輔助線，全長32.98英里（53.08）。505號州際公路聯絡5號州際公路與80號州際公路，舊金山灣區來往奧勒岡州因而可免於進入沙加緬度市區，節省不少交通時間。
505號州際公路是加州高速及快速公路系統的一部份。